# Ariguaní
Ariguaní est une municipalité située dans le département de Magdalena en Colombie.